# Centre satellitaire de l'Union européenne
Le Centre satellitaire de l'Union européenne  ou SatCen (en anglais  European Union Satellite Centre) est une agence de l'Union européenne.

## Rôle
La mission du SatCen est de fournir des données et des services élaborés à partir des équipements aérospatiaux européens (notamment des images produites par les satellites et moyens aériens européens). Ces prestations sont utilisées pour les prises de décision de l'Union européenne, y compris en période de crise, dans le domaine de sa Politique étrangère et de sécurité commune. Les principaux utilisateurs sont le Service européen pour l'action extérieure, les États membres de l'Union européenne, les missions et opérations de l'Union européenne, la Commission européenne, les autres agences de l'Union européenne comme Frontex, des états tiers et des organisations internationales comme les Nations unies ou l'OSCE. Les principaux partenaires sont l'Agence européenne de défense, la Commission européenne et l'Agence spatiale européenne. 

## Historique
La création de cette structure remonte à 1992 mais elle n'est devenue  une agence européenne  qu'en janvier 2002 par une décision du Conseil de l'Union européenne prise le 20 juillet 2001. Cette organisation est installée à Torrejón de Ardoz, en Espagne. Elle emploie principalement des analystes d'images et des spécialistes du géospatial. 
En 2021 les destinataires des prestations de l'agence étaient le Service européen pour l'action extérieure (EEAS/SIAC) (29%), l'Agence européenne de garde-frontières et de garde-côtes (Frontex) (16%), l'Organisation pour la sécurité et la coopération en Europe (OSCE) (14%), les missions et opérations de l'Union européenne (12%) et la mission d'appui des Nations unies en Libye (13%)

### Organisation
Le SatCen dirigé, depuis juin 2024, par le capitaine de vaisseau français Louis Tillier. Il remplace l'ambassadeur roumain Sorin Ducaru, en poste depuis juin 2019.

## Prestations
- Aide humanitaire : les images fournies par les satellites, avions, drones et photos prises du sol sont utilisées pour confirmer l'impact, mesurer l'étendue d'un sinistre et préparer une aide adaptée. L'aide humanitaire peut concerner les exodes déclenchés par des conflits armés, la désagrégation des administrations locales du fait d'un conflit, les désastres d'origine naturelle ou humaine[5].
- Surveillance des infrastructures dont la destruction pourrait avoir des conséquences graves : les images sont utilisées pour évaluer les risques associés aux barrages, centre de retraitement des eaux, pipelines, stations de pompages[6]...
- Capacités militaires : prestation au cœur de l'activité de CSUE. Les images satellitaires (radar et optique) sont utilisées pour déterminer les capacités militaires globales ou les forces déployées localement. Les images sont également utilisées pour déterminer les dommages physiques ou fonctionnels résultant d'un conflit[7].
- Surveillance des armes de destruction massive : les images satellitaires à haute résolution sont utilisées pour des missions de surveillance de prolifération des armes de destruction massive (armes nucléaires et chimiques). Elles permettent de détecter les activités d'extraction de l'uranium, de fabrication d'usines d'enrichissement, de quantifier la qualité et la quantité de minerai fissile extrait[8].
- Planification des mesures d'urgence : les images sont utilisées pour identifier les zones vulnérables, les risques d'extension d'un désastre et déterminer les mesures à prendre pour réduire ou neutraliser les conséquences d'un désastre par exemple en définissant un plan d'évacuation d'urgence[9].
- Surveillance du crime : l'organisation fournit des données géospatiales aux décideurs sur les activités criminelles et les problèmes de sécurité aux frontières, le terrorisme, la piraterie, les cultures illégales et les conflits frontaliers[10].

## Sources

### Document de référence
- (en) Satcen, Annual Report of the year 2021, 2022, 86 p. (ISBN 978-92-95034-26-6, lire en ligne) — Rapport annuel de 2021 de l'agence.

## Compléments